# Ramal ferroviario Pergamino-Melincué
El Ramal Pergamino - Melincué pertenece al Ferrocarril General Bartolomé Mitre de la red ferroviaria de Argentina.
Fue construido por el Ferrocarril Central Argentino en 1898.

## Servicios
No presta servicios de pasajeros. Sus vías e instalaciones está bajo operación de la empresa de cargas Nuevo Central Argentino.